# Circulatiepomp

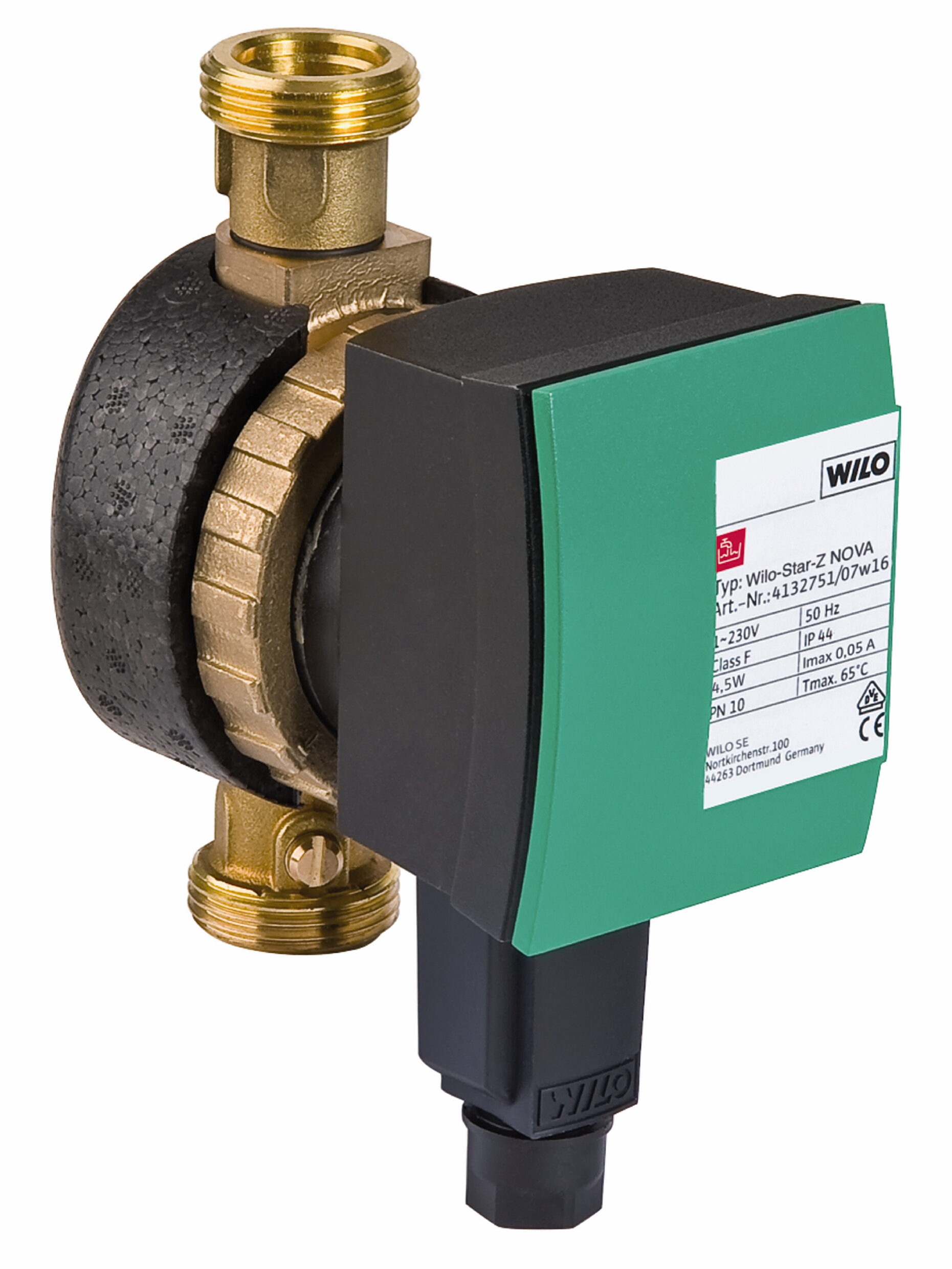
Circulatiepomp

Een circulatiepomp of circulator wordt gebruikt in centrale verwarmings- of koelsystemen, het is een centrifugaalpomp die zorgt voor het transport van het warmtedragend medium door de installatie. In cv-installaties zal de pomp het water via een leidingstelsel laten circuleren door de ketel en radiatoren, de opgewekte warmte in de ketel wordt hierbij door de radiatoren afgestaan aan te verwarmen vertrekken.
In het verleden werden cv-installaties zodanig geconstrueerd dat de circulatie van het water door de installatie op natuurlijke wijze kon geschieden. Dit berust op het principe van de thermosifon; warm water is minder dicht (lichter) dan koud water, waardoor er bij het opwarmen een circulatie ontstaat. Een nadeel van zo een installatie was, dat men met grote pijpdiameters moest werken die, om voldoende kracht te ontwikkelen, veel waterinhoud hadden, waardoor zo een systeem regel-technisch traag werkte. Deze kracht is nodig om alle weerstand van leidingen, fittingen en radiatoren in een installatie te overwinnen en zo een circulatie tot stand te brengen. Verder was de plaats van de ketel gebonden aan een kelder.
Met de komst van de circulatiepomp zijn de diverse maatregelen om voldoende circulatiekracht op te wekken zoals hiervoor omschreven komen te vervallen. De circulatiepomp biedt de mogelijkheid met veel kleinere pijpdiameters te werken. Verder is de plaats van de ketel niet langer gebonden aan de kelder, deze kan nu op elke gewenste plaats worden geïnstalleerd. De voordelen ten opzichte van natuurlijke circulatie zijn onder andere de kleinere waterinhoud van de leidingen en daardoor een kleinere waterinhoud van de totale installatie. Als gevolg van de gedwongen circulatie is een betere warmteregeling mogelijk geworden.

## Constructie
Naast fundatiepompen, waarbij de motor en pomphuis gescheiden zijn, is de leiding-inbouwpomp meestal een zogenaamde ‘natte’ motorpomp, dat wil zeggen dat de lagers worden gesmeerd met het water uit de installatie. Bij dit type centrifugaalpompen is de waaier direct gekoppeld aan de rotor van de elektromotor. Tussen het rotor- en statorgedeelte is een scheidingsbus aangebracht, die het vloeistofgedeelte zonder asdoorvoer volledig opsluit. De pomp is dus zonder pakkingbus en daardoor lekvrij. Het roterende gedeelte wordt gelagerd in binnenliggende glijlagers, vloeistofgesmeerd en is daarom slechts geschikt voor niet-verontreinigde vloeistoffen zoals water. De zuig- en persaansluiting zijn meestal in-line, dat wil zeggen in dezelfde asrichting.

## Motor

Schema eenfase-inductiemotor met condensator en centrifugaalschakelaar.

De motor is een condensatormotor. De condensatormotor bezit één hoofdwikkeling en één hulpwikkeling verschoven over 90°. De faseverschuiving van 90° tussen de hoofdwikkeling en de hulpwikkeling wordt gerealiseerd door een aangebouwde condensator die de hulpwikkeling voedt en die op het eenfase-wisselstroomnet wordt aangesloten. Deze condensator dient voor de aanloop van de motor en moet een wisselende spanning kunnen verdragen. Het is dus nooit een elektrolytische condensator, want die is gepolariseerd. Voor de waarde van deze condensator hanteert men de volgende vuistregel: C=50 x P waarbij C uitgedrukt wordt in µF en P uitgedrukt wordt in paardenkracht (PK).

## Meerdere toerentallen
Gangbare circulatoren zijn doorgaans uitgerust met 3 of 4 snelheden, zodat het toerental kan worden aangepast aan de weerstand van een installatie. De snelheden van een 3 toerenpomp kunnen zijn: 
- 1600 tpm
- 2000 tpm
- 2600 tpm

## Variabel toerental
Moderne circulatiepompen zijn uitgerust met een ingebouwde verschildruksensor. In functie van de nodige drukverhoging wordt met een ingebouwde frequentieregeling de frequentie zodanig geregeld dat de motor met het juiste toerental draait zodat de juiste verschildruk gerealiseerd wordt. Er zijn ook pompen die met pulsbreedtemodulatie worden aangestuurd, de duty cycle en daarmee het debiet kan hierbij worden geregeld van 0-100%.

## Energieverbruik
Er is ook een energielabel voor CV-circulatoren.
- Het A-label is uiterst energiezuinig.
- Nieuwe circulatoren beschikken doorgaans over een B-label.
- Circulatoren van voor 2005 hebben een klasse D.